# إرنست فون بورن
إرنست فون بورن (بالفنلندية: Ernst von Born) هو سياسي فنلندي، ولد في 24 أغسطس 1885 في دوقية فنلندا الكبرى، وتوفي في 7 يوليو 1956 في فنلندا. حزبياً، نشط في حزب الشعب السويدي. وقد انتخب وزير العدل ‏ وانتخب عضو برلمان فنلندا ‏.